# 普宁市第二中学
普宁市第二中学（简称普宁二中，曾名普宁中学）肇始于1924年，其历史可追溯到创办于1830年（清道光十年）的三都书院，1958年成为省地县三级重点中学，21世纪初成为广东省首批国家级示范性普通高级中学。学校本校区位于普宁市流沙城区广南路17号，正在营建的广达校区位于广达城区普宁大道东西郊莲花山公园南侧。首任校长陈岱山，现任校长李文旭。

## 历史

### 1830年至1911年
清道光年间，因水、铁山、桂江三都距普宁城甚远，学者方高、苏才及庄德容等分别提出复兴家塾及兴建三都义塾的倡议，得到时任普宁知县陈凤图的支持，并由他主持在练江北岸兴建三都书院。由于是民心所向，“一倡众和，心盖不约而同”，“群情踊跃”，乡民及侨胞捐资以设学田、收学租，东莞教谕苏才在书院建成之时即归任山长。建成授业的三都书院与较早兴建的昆冈书院和上社书院并称普邑三大书院。
1871年（清同治十年），潮州总兵方耀筹资重修书院，并以余款置学田，每年租谷除作为书院经费外，还作为给每科试前三名嘉奖。
1905年（光绪三十一年）清政府废科举，次年三都书院改置为高等小学堂，设修身、读经、中国文学、算术、历史、地理、格致、图画、体操等课程。

### 1912年至1949年
1912年（民国元年）更名为三都高等小学。1924年（民国十三年）春，三都高等小学受命改制，新办初中部，保留小学部，并正式命名为普宁县立第二初级中学，此即为今日普宁市第二中学之肇始。次年10月，其附属高小班招收杨德秀等3名女生，为普宁男女生同校之始。1926年秋，学校校址迁至乌石。1927年，受时势动荡影响，学校被迫停办。
1929年，原普宁县立第二初级中学训育主任许蕙生与地方人士张崇岳共同发起，组建复办普宁县立第二初级中学校董会，许蕙生任校董主任，聘张崇岳为校长，以乌石高等小学校舍为基础复办普宁县立第二初级中学。1930年，因大量学生参与革命活动，并和军警发生冲突，被县政府下令停办。
1938年，时任普宁县长的黄伟卿组建复办普宁县立第二初级中学校董会，将马化龙、卢逢生创办的“流沙中学”及何立贤创办的“洪阳中学”合并为“普宁县立第二初级中学”，校址由乌石迁往华市。后因三都书院学租之争被降格为普宁县第二区区立中学。1938年末再次被查封停办。
1946年，县政府又在白塔秦的秦氏祖祠复办普宁县立第二初级中学，张愚溪任校长，次年林志英接任。

### 1949年至1978年
1949年7月上旬，卢逢生受中共普宁县委委派接管普宁县立第二初级中学；8月罗俊三受中共大北山党委委任校长。当年冬普宁县立第二初级中学改名为普宁第二中学，并新办高中部，成为完全中学，并移址于流沙圩东南建设校园，即为今日普宁市第二中学本校区所在。在校园完工之前，学校除白塔秦的秦氏祖祠外，还借居黄家厝、流沙会议旧址教学，并先后于新坛、平湖、弥高设立分教处。
1952年下半年，教育部“向工农开门”的方针使入学不受年龄限制，全校学生超过3200人，成为当时广东省在校学生最多的中学。
1957年秋，广东汉剧团团长姚传声接任校长。1958年，学校于校南端开设校办工厂，部分产品取得了广东省轻工业厅认证。
1958年底，普宁二中被确定为“省地县三级重点中学”，开始面向汕头地区（即当时的海丰、陆丰、普宁、惠来、潮阳、揭阳、汕头、澄海、饶平、潮安、丰顺、大埔、梅县、兴宁、五华、紫金）招生。1959年，普宁二中开始设立高考考场。 1960年，普宁二中120位高中毕业生参加高考，186人获得大学入学资格，在全省17所重点中学中仅次于广雅中学及华师附中。
1966年夏，文化大革命爆发，普宁二中被红卫兵改名为普宁东方红战校，教学管理陷入瘫痪，大量教师被遣散到各地。但教学设施、实验仪器在老教师黄雅流的保护下，没有受到太大的损失。

1972年当地政府将校名恢复为普宁中学，1979年复名普宁县第二中学。

### 1978年至今
1986年普宁二中董事会在时任普宁县副县长张伯利等人发起下成立，1989年1月20日又成立了广东省普宁县第二中学教育基金会。1993年因普宁设市，原普宁县第二中学改成普宁市第二中学，并于当年开始校园设施的大规模改造建设建设。1996年普宁二中停招初中新生，1998年秋正式成为高级中学。
 2002年普宁二中经申请同意并与毓秀教育科技投资有限公司签订联合办学协议，创办普宁二中实验学校。同年，普宁二中开始申报“国家级示范性普通高等中学”，并于2006年10月15日通过初期督导验收。2007年12月22日，普宁二中正式通过广东省国家级示范性普通高中确认验收。
2010年6月21日，普宁二中正式成为CUBA中国大学生篮球人才培训基地。

## 环境

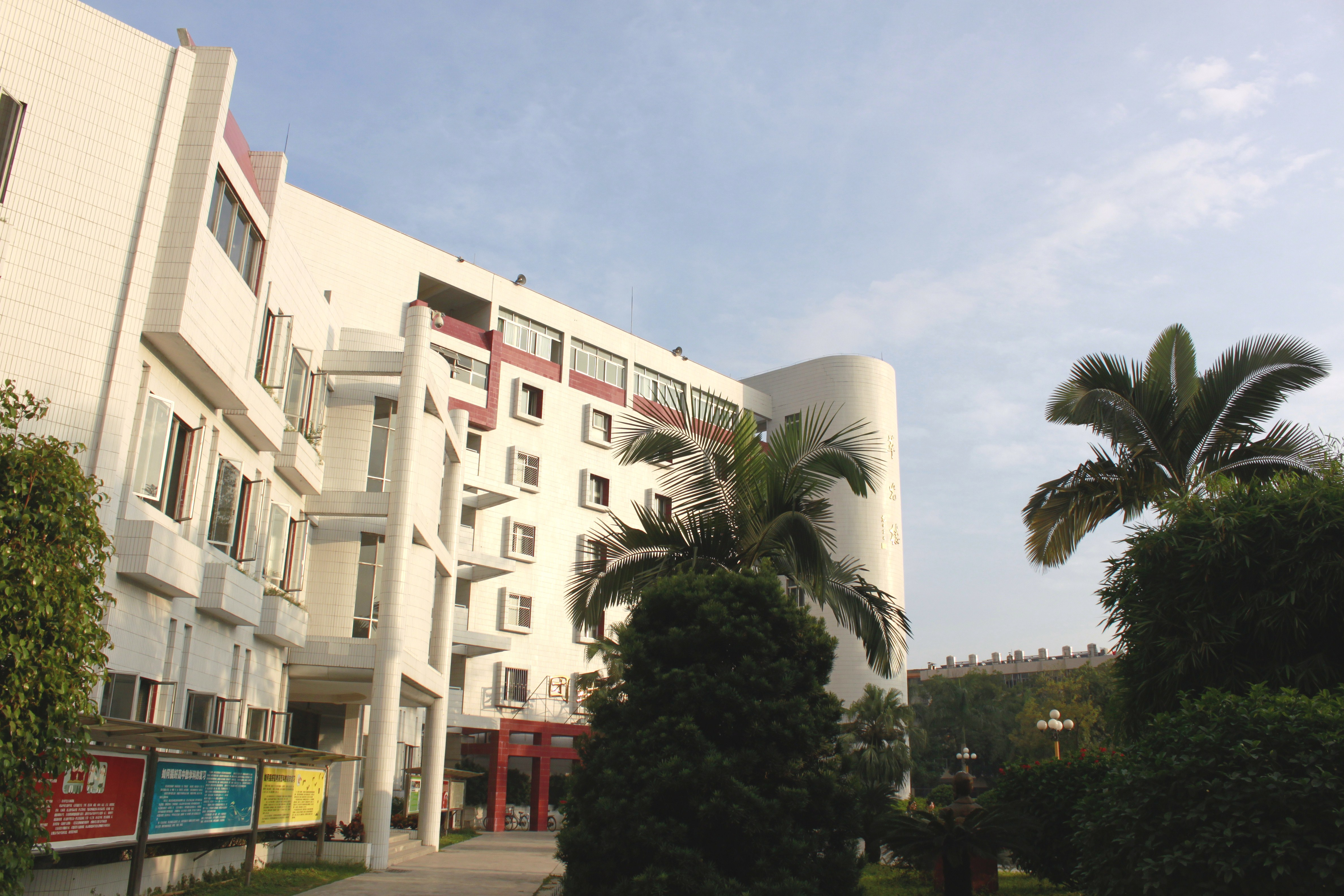
萃光楼日景

普宁二中本校区始建于1949年，当时的校园由原普宁县测绘师洪萱辉设计。80年代以后，校园在重新全面规划的情况下陆续集资改建，现在仍在进行中。
- 校门：今校门重修于1996年春，但仍延续1949年的设计，只是将校名由简体改为繁体。旧校门因萃光楼建成后离之太近而被拆除。
- 曲尺楼为普宁二中校园中现存最早的建筑，原本于洪萱辉的规划设计中为四座曲尺楼以礼堂为中心对称分布，但到最后仅有现存曲尺楼建成，为土木结构。由于其承载的特殊意义，曲尺楼在改建中得以保留，并于2001年按原貌修葺为钢混结构，目前仍然作为教室使用。
- 萃光楼功能为教学大楼，于1994年6月15日竣工，共45间标准教室、12间教师办公室，建成之日起便作为高中部教学所在地。
- 世平楼竣工于1995年6月16日的世平楼为图书综合楼，共45间办公房、４个藏书室。校史展览室也位于此。黄邦辉大楼建成后改为学生宿舍。
- 艺术楼于1997年3月31日建成，除标注教室和一个中型会议厅外，还有音乐专用教室、美术、写生、素描专用教室、书画陈列室、舞蹈厅等，是社团活动较为集中的地点。
- 维源堂建成于1998年8月29日，建筑面积2400平方米，除作为学生教学、训练、比赛、大型集会、文艺演出外，也在承办各种赛事活动时对市民开放。
- 淑閒楼建成于2000年12月的淑閒楼作为电教大楼，网络管理中心、语言实验室、多媒体电教室、多媒体报告厅、计算机室、软件制作室、展览厅均座落于此楼中。
- 黄邦辉大楼建成于2004年8月，功能为教学行政综合大楼。校长室、办公室、政教处、教务处、教科室、总务处、团委会、校务处、会议室、教研组址、校学生会均位于此楼。
- 尊师楼建成于2005年7月，一楼为社团活动场所，二楼为校董事会办公室，第三层至第六层为教师办公室及离退休教职工活动场所。
- 科学楼始建于1985年，初时是为缓解当时恢复高考带来的课室紧张的状况，作为高三、高二级教室及实验室、仪器室。直至90年代中叶萃光楼建成后才全部改为实验室并改为今名。
- 兴德楼为学生宿舍楼，于1987年11月5日落成，为普宁二中校友王得毅赞助兴建。楼名取“兴学育人，德惠学子”之意，并由古文字学家商承祚题写。今兴德楼已被新的学生公寓楼所代替。

## 学生社团
截至2008年，普宁二中共有社团（含兴趣组）50余个，每年多会开展各种各样的活动，并且多有自己的特色常规活动。
- 校学生会

普宁二中学生会是在学校党总支和团委会的领导下的学生群众组织，是一支讲政治、顾大局、能干事、会干事、干成事的好队伍，本着“自我服务、自我管理、自我教育”的原则开展活动。坚持“继承、改革、创新、发展”的工作方针、“严谨、务实、开拓、求真”的工作原则、“开放、流动、竞争、协作”的工作机制和“高效、团结、友善、和谐”的工作氛围，充分发挥桥梁纽带作用，密切学校与广大学生的关系；在维护学校利益与学生利益的同时，积极参与涉及学生的学校事务，反映同学们的建议和要求，全心全意为同学服务。同时，学生会还积极组织开展丰富多彩的校园文化活动，致力于学校精神文明建设，充分重视艺术、文化、体育与社会实践等多方面的活动，以达到陶冶同学情操、提高同学综合素质、促进同学全面发展的目的。学生会下设组织部、秘书部、保卫部、宣传部、体育部、生活部、文娱部等七个部门，各部门之间分工明确又紧密联系。学生会主席团及各部门组成人员，都是经过全校选举产生，经过实践检验的，有很高的政治觉悟和政策水平，能服从和服务于学校工作大局。
- 校电视台成立于2004年的普宁二中校园电视台目前有记者部、策划部、摄像编辑部和主持人部四个部门。
- 绿色维护协会

绿色维护协会简称绿协(Green Protecting Association/GPA)，于2002年3月12日成立,是“普及环保知识，传播绿色环保”为宗旨的义工团体。
- 机器人实验室

普宁二中机器人实验室成立于2007年，曾于2009年8月代表广东省参加第九届中国青少年机器人竞赛荣获基本技能项目的国家级二等奖并获得银牌奖章。
- 演讲学社

演讲学社是普宁二中较早的社团之一，以锻炼口头沟通能力为目的，每年的辩论赛为常规特色项目。
- 青年文学社

创立于二十世纪八十年代的普宁二中青年文学社以打造文学交流平台为目的，出版期刊《二中青年》和《新叶》，2008年被评为“广东省优秀文学社”。
- 英语角

1997年成立的英语角是由学生自主策划经营的社团组织，每周都有自己的常规活动。
- 摄影协会

成立于2008年3月3日的摄影协会简称影协，为会员搭建摄影交流的平台。
- 艺术团

艺术团的前身是舞魅青春舞蹈社，2012年11月在学校团委主导下与合唱团、吉它兴趣班合并组建艺术团

## 校友会
目前已成立的校友会有旅泰普宁二中校友会、珠海普宁二中校友会、旅港普宁二中校友会、深圳普宁二中校友会、广州普宁二中校友会、惠州普宁二中校友会、汕头普宁二中校友会、中山普宁二中校友会、佛山普宁二中校友会、江门普宁二中校友会、东莞普宁二中校友会、汕尾普宁二中校友会等。 

## 知名校友
- 黄天鹏：现代著名新闻学者，中国第一份新闻学刊及第一个大学新闻研究室创办人，在台期间曾数任中华民国国民大会主席团主席、行政院参议、委员会顾问。
- 陈统爱：林业经济学家，曾任中国林业科学研究院院长。
- 赵资贤：历任广东珠海警备区司令员，广东省军区参谋长，少将军衔。
- 罗林竹：香港招商局前局长，香港招商局集团常务董事、副总裁。
- 李大西：国际华人科技工商协会(CASB)主席，曾任美国第四大投資銀行雷曼兄弟总部副总裁，亲历9.11后离开雷曼创办CASB Ventures LLC。
- 许祥源：首都师范大学校长，曾任海南大学校长、清华大学研究生院副院长，国际共振电离谱学顾问，国际电子原子碰撞物理委员会委员。
- 庄礼祥：曾任惠州市人民政府负责人、副市长、湛江市市长、汕头市人大常委会主任、深圳市人大常委会副主席。

## 历任校长
| 校长   | 到任时间   | 备注                   |
| ------ | ---------- | ---------------------- |
| 陈岱山 | 1924年     |                        |
| 吴履泰 | 1925年     |                        |
| 张崇岳 | 1929年     |                        |
| 张愚溪 | 1946年     |                        |
| 林志英 | 1947年     |                        |
| 罗俊三 | 1949年8月  |                        |
| 姚传声 | 1957年8月  |                        |
| 李怀章 | 1960年2月  |                        |
| 陈玉坤 | 1972年1月  |                        |
| ———    | 1979年8月  | 副校长巫铭主持全面工作 |
| 陈成青 | 1980年8月  |                        |
| 张仲章 | 1988年8月  |                        |
| 陈伦展 | 1991年8月  |                        |
| 温俊义 | 2001年12月 |                        |
| 李文旭 | 2020年4月  |                        |